# Galium minutulum
Galium minutulum (лат.) — травянистое растение, вид рода Подмаренник (Galium) семейства Мареновые (Rubiaceae), произрастащий в Европе.

## Ботаническое описание
Galium minutulum — миниатюрное однолетнее растение, редко достигающее более 10 см в высоту, как правило, 2-8 см, стелющееся по земле с очень тонким корнем. Листья в мутовках по 4, раскидистые, яйцевидно-эллиптические, тонкие, с отчётливыми прожилками, шероховатые. Цветки обычно менее 1 мм в диаметре грязно-белого цвета по 1 или 2 в каждой мутовке. Цветоножки одноцветные, очень короткие.

## Ареал и местообитание
Galium minutulum произрастает в Испании, Португалии, Франции и Италии. Некоторые итальянские популяции встречаются на острове Сардиния и в национальном парке Тосканский архипелаг, расположенном на цепи островов у побережья Тосканы. Во Франции популяция вида обнаружена на Йерских островах в Провансе. Растёт на песчаных, гранитных или сланцевидных почвах.